# هانا بارنز
هانا بارنز (انگلیسی: Hannah Barnes؛ زادهٔ ۴ مهٔ ۱۹۹۳) دوچرخه‌سوار اهل بریتانیا است.
وی در مسابقات کشوری و بین‌المللی در مجموع برندهٔ ۱ مدال طلا، ۱ مدال نقره شده‌است.